# Rio das Vertentes
Rio das Vertentes är ett vattendrag i Brasilien.   Det ligger i delstaten Mato Grosso, i den centrala delen av landet, 600 km nordväst om huvudstaden Brasília.
Trakten runt Rio das Vertentes består i huvudsak av gräsmarker. Trakten runt Rio das Vertentes är nära nog obefolkad, med mindre än två invånare per kvadratkilometer.